# ممدوح الدماطي
الدكتور ممدوح محمد جاد الدماطي، هو وزير الآثار المصري السابق في حكومة إبراهيم محلب. وهو من مواليد 6 ديسمبر 1961 بالقاهرة وشغل سابقاً منصب رئيس قسم الآثار بكلية الآداب جامعة عين شمس (منذ 12 سبتمبر 2006), وحاصل على وسام «فارس» من رئيس جمهورية إيطاليا في العاشر من أكتوبر 2004.

## حياته العلمية
- ليسانس الآثار المصرية القديمة عام 1983 من كلية الآثار جامعة القاهرة
- ماجستير الآثار المصرية القديمة عام 1989 من كلية الآثار جامعة القاهرة
- دكتوراه الآثار المصرية القديمة (Dr. Phil.) من جامعة ترير بألمانيا الاتحادية، وتضمن امتحان الدكتوراه العلوم التالية: علم الآثار المصرية القديمة "مادة أساسية" وعلم الآثار اليونانية والرومانية "مادة فرعية أولى وعلم الأعراق البشرية "مادة فرعية ثانية".

## حياته المهنية
- أمين مساعد (بعقد) بالمتحف المصري بالقاهرة صيف 1981، وصيف 1982 ومن يونيو 1983 حتى يناير 1984، ثم من أبريل 1985 حتى سبتمبر 1987
- أمين بمتحف كلية الآثار جامعة القاهرة من أكتوبر 1988 حتى يناير 1996
- مدرس الآثار المصرية القديمة بكلية السياحة والفنادق – جامعة القاهرة فرع الفيوم من 15 يناير 1996 وحتى 5 أغسطس 1998
- مدرس الآثار المصرية القديمة بقسم الآثار بكلية الآداب – جامعة عين شمس من 6 أغسطس 1998 حتى 31 يناير 2001
- مدير عام المتحف المصري من أول فبراير 2001 حتى آخر يناير 2004
- أستاذ مساعد الآثار المصرية القديمة بكلية الآداب جامعة عين شمس من 25 مارس 2001 حتى 20 أغسطس 2006
- أستاذ الآثار المصرية القديمة منذ 21 أغسطس 2006.
- أستاذ زائر بقسم الآثار المصرية القديمة بجامعة بازل بسويسرا في الفصل الدراسي الصيفي 2005
- درس مواد «آثار مصر في العصر المتأخر والعصر البطلمي» و«تاريخ الفن المصري القديم» بقسم الآثار المصرية بالجامعة الأمريكية بالقاهرة منذ أول فبراير 2006